# رنمينبي رقمي
الرنمينبي الرقمي أو اليوان الرقمي هو عملة رقمية مركزية صادرة عن البنك المركزي الصيني، بنك الشعب الصيني. وهو أول عملة رقمية تصدرها اقتصاد كبير في العالم
تم تصميم اليوان الرقمي ليتم تداوله بشكل فوري في كل من المعاملات المحلية والدولية. ويهدف إلى أن يكون أرخص وأسرع من أنظمة المعاملات المالية التقليدية. كما تتيح التكنولوجيا التي يعتمد عليها إجراء المعاملات بين جهازين دون الحاجة إلى الاتصال بالإنترنت.

## الخلفية
بدأ تطوير اليوان الرقمي في عام 2014 كجزء من جهود الصين لتحديث نظامها المالي
بدأ بنك الشعب الصيني، أبحاثه حول العملة الرقمية عام 2014 بقيادة المحافظ تشو شياو تشوان وفي عام 2016، قال نائب محافظ بنك الشعب الصيني، أن "الظروف مهيأة للعملات الرقمية، التي يمكنها خفض تكاليف التشغيل، وزيادة الكفاءة، وتقليل الاعتماد على النقد التقليدي وأنظمة الدفع الأجنبية مثل Visa وMasterCard وPayPal
في عام 2017، وافق مجلس الدولة على تطوير اليوان الرقمي، بالشراكة مع البنوك التجارية ومنظمات أخرى. ودُعيت شركات التكنولوجيا الصينية مثل علي بابا، وتينسنت (المالكة لتطبيق WeChat)، وهواوي، وجيه دي.كوم، ويونيون باي، للتعاون مع البنك المركزي في تطوير واختبار الرنمينبي الرقمي. في أكتوبر 2019، أعلن بنك الشعب الصيني عن إصدار الرنمينبي الرقمي بعد سنوات من التحضير.

## الخصائص
- اليوان الرقمي هو عملة قانونية رقمية تُعادل قيمة اليوان الورقي بنسبة 1:1، مما يعني أنه مدعوم بالكامل باحتياطيات البنك المركزي. على عكس العملات المشفرة اللامركزية مثل بيتكوين، يتم إصدار الرنمينبي الرقمي وإدارته مركزيًا بواسطة بنك الشعب الصيني، مما يمنح الحكومة سيطرة كاملة على العرض النقدي وسياساته.
- تقنية السلسلة الكتلية (Blockchain): يعتمد النظام على تقنيات موزعة مستوحاة من السلسلة الكتلية، لكنه ليس مفتوح المصدر أو لامركزي بالكامل، بل يتم التحكم فيه من قبل البنك المركزي.[1]
- المدفوعات دون اتصال: يدعم الرنمينبي الرقمي المعاملات دون الحاجة إلى اتصال بالإنترنت باستخدام تقنيات مثل NFC (الاتصال القريب المدى).
- إمكانية التتبع: يسمح النظام بمراقبة المعاملات لأغراض مكافحة غسيل الأموال والاحتيال، مع الحفاظ على درجة من الخصوصية للمستخدمين.